# 우에나에역
우에나에역(일본어: 植苗駅)은 일본 홋카이도 도마코마이시에 있는 홋카이도 여객철도 지토세 선 상의 철도역이다. 역 번호는 H16, 전보 약호는 우나(일본어: ウナ)이다. 무인역으로서 Kitaka(키타카) 카드용 간이 개찰기가 설치되어 있어 IC카드를 사용할 수 있지만 승차권이나 카드의 판매를 위한 창구나 자동판매기가 설치되어 있지 않기 때문에, 열차 내에서 승차권을 구입해야 한다. 인근의 비비역과 함께 일부 보통열차는 정차하지 않고 통과한다.

## 역명 유래
우에나에라는 이름은 홋카이도 원주민 아이누 족의 언어 아이누 어의 '웬나이'에서 유래했다. '웬나이'란 '나쁜 강'이라는 의미인데, 무엇이 나쁘다는 의미인지에 대해서는 불명확하다. 다만 대체적으로 "수질이 마시기에 적합하지 않다", "물고기가 잘 잡히지 않는다", "강바닥이 바위 투성이로 걷기 어렵다" 등의 이유일 것이라 추정되고 있다.

## 역사
우에나에 역은 1926년 8월 21일 홋카이도 철도 삿포로 선의 역으로 개업하였으며, 이후 1943년 8월 1일 전시동원령에 따른 사철 매입에 따라 홋카이도 철도가 국유화, 일본 국철 지토세 선의 역이 되었다. 1945년 12월 25일부터는 화물의 취급도 실시하였으나, 1960년 8월 1일부로 일반 화물의 취급이 중단되었으며, 1980년 5월 15일에는 소화물 취급도 중단됨으로써 우에나에 역에서의 화물 취급은 완전히 중단되게 된다.
이후 1984년 3월 31일부로 무인화가 실시되었으며, 1987년 4월 1일부로 일본 국철의 분할 민영화에 따라 홋카이도 여객철도(JR홋카이도) 관할로 계승되어 현재에 이르고 있다. 2008년 10월 25일부터는 Kitaka카드의 사용이 가능해졌다.

## 타는 곳
| 1 | ■ 지토세 선 (상행선) | 도마코마이 방면                               |
| 2 | ■ 지토세 선 (상행선) | 미나미치토세·지토세·삿포로·데이네·오타루 방면 |

원래는 2면3선의 상대식/섬식 복합 승강장 구조였으나, 후일 가운데 선로가 폐선되면서 상대식 승강장은 상행선 전용, 섬식 승강장은 하행선 전용으로 사용되고 있다.

## 역 주변
- 우에나에 마을
- 우에나에 병원
- 국도 제36호선
- 우토나이 호수

## 인접역
| 홋카이도 여객철도 ■ 치토세 선         | 홋카이도 여객철도 ■ 치토세 선 | 홋카이도 여객철도 ■ 치토세 선  |
| ------------------------------------- | ----------------------------- | ------------------------------ |
| H14 미나미치토세 삿포로 · 오타루 방면 | ● 보통                        | H17 누마노하타 도마코마이 방면 |